# Бахр ел Араб
Бахр ел Араб (Кир) је река која настаје на од неколико токова који отичу са Масива Бонго и Џебел Маре. Дугачка је око 800 km и протиче кроз области Дарфур и Кордофан у Судану, а улива се у реку Бахр ел Газал у Јужном Судану. Њено име на арапском значи „море Арапа“, док је народ Динке зове река „Кир“.